# Плющ Михайло Вікторович
Миха́йло Ві́кторович Плю́щ (15 червня 1987 — 11 липня 2014) — солдат 79-ї окремої аеромобільної бригади Збройних сил України, учасник російсько-української війни на Сході України.

## Життєпис
Народився 15 червня 1987 року в селі Петрове Кіровоградської області. Мати Галина Миколаївна рано овдовіла і виховувала трьох синів сама.
Навесні 2014 року мобілізований до 79-ї окремої аеромобільної бригади. З весни 2014 року брав участь в антитерористичній операції на сході України.
Загинув під час обстрілу, вчиненого бойовиками з установки «Град», близько 4:30 ранку 11 липня 2014-го українського блокпоста біля Зеленопілля.
16 липня 2014 року похований на кладовищі села Подорожнє Світловодського району Кіровоградської області. Залишились мати та двоє старших братів.
21 липня 2014-го через його загибель у Подорожньому оголошено жалобу.

## Нагороди та вшанування
- 8 вересня 2014 року — за особисту мужність і героїзм, виявлені у захисті державного суверенітету та територіальної цілісності України, вірність військовій присязі під час російсько-української війни, відзначений — нагороджений орденом «За мужність» III ступеня (посмертно)[3].
- 22 жовтня 2014 року у селі Подорожнє, біля місцевої школи, відбулося урочисте відкриття меморіальної дошки в пам'ять про Михайла Плюща[4].
- занесений до Книги Пошани Світловодського району (рішення Світловодської районної ради сьомого скликання № 83 від 22 квітня 2016 року).